# Arctic Race of Norway 2024
L'Arctic Race of Norway 2024, 11a edició de l'Arctic Race of Norway, es disputà entre el 4 i el 7 d'agost de 2024 sobre un recorregut de 643 km repartits quatre etapes. La cursa formava part del calendari de l'UCI ProSeries 2024, amb una categoria 2.Pro.
El vencedor final fou el danès Magnus Cort Nielsen (Uno-X Mobility). L'acompanyaren al podi el francès Clément Champoussin (Arkéa-B&B Hotels) i l'estatunidenc Kevin Vermaerke (Team DSM-Firmenich PostNL).

## Equips
L'organització convidà a prendre part en la cursa a divuit equips, cinc UCI WorldTeams, dotze UCI ProTeams i un equips continentals:
| WorldTeams (5)- Arkéa-B&B Hotels - Cofidis - Astana Qazaqstan Team - Team dsm-firmenich PostNL - Team Jayco AlUla ProTeams (12)- Bingoal WB - Equipo Kern Pharma - Israel-Premier Tech - Lotto Dstny - Q36.5 Pro Cycling Team - TDT-Unibet - VF Group-Bardiani CSF-Faizané - Team Flanders-Baloise - Team Novo Nordisk - TotalEnergies - Tudor Pro Cycling Team - Uno-X Mobility Equip continental- Team Coop-Repsol |
| |

## Etapes
| Etapa    | Data     | Ciutats d'etapa         | type              | Distància (km) | Desnivell (m) | Vencedor de l'etapa | Líder de la general |
| -------- | -------- | ----------------------- | ----------------- | -------------- | ------------- | ------------------- | ------------------- |
| 1a etapa | 4 de ago | Bodø – Rognan           | etapa plana       | 157            | 2.367 m       | Alexander Kristoff  | Alexander Kristoff  |
| 2a etapa | 5 de ago | Beiarn – Fauske         | etapa accidentada | 175            | 2.671 m       | Alexander Kristoff  | Alexander Kristoff  |
| 3a etapa | 6 de ago | Tverlandet – Sulitjelma | etapa accidentada | 155            | 2.583 m       | Kamiel Bonneu       | Magnus Cort Nielsen |
| 4a etapa | 7 de ago | Glomfjord – Bodø        | etapa accidentada | 156            | 1.838 m       | Magnus Cort Nielsen | Magnus Cort Nielsen |

### Etapa 1
| \| Classificació de l'etapa \| Classificació de l'etapa \| Classificació de l'etapa \| Classificació de l'etapa \| Classificació de l'etapa \| \| Corredor \| Corredor \| Equip \| Temps \| \| \| ------------------------ \| ------------------------ \| ------------------------ \| ------------------------ \| ------------------------ \| \| 1r \| Alexander Kristoff \| Uno-X Mobility \| 3h 43' 32" \| \| \| 2n \| Milan Fretin \| Cofidis \| + 0" \| \| \| 3r \| Tom Van Asbroeck \| Israel-Premier Tech \| + 0" \| \| \| 4t \| Émilien Jeannière \| TotalEnergies \| + 0" \| \| \| 5è \| Jenthe Biermans \| Arkéa-B&B Hotels \| + 0" \| \| \| 6è \| Max Kanter \| Astana Qazaqstan Team \| + 0" \| \| \| 7è \| Magnus Cort Nielsen \| Uno-X Mobility \| + 0" \| \| \| 8è \| Fabio Christen \| Q36.5 Pro Cycling Team \| + 0" \| \| \| 9è \| Gilles De Wilde \| Team Flanders-Baloise \| + 0" \| \| \| 10è \| Matyáš Kopecký \| Team Novo Nordisk \| + 0" \| \| |                     |                        |            |
| |                     |                        |            |
| Font: ProCyclingStats |                     |                        |            |
| Classificació de l'etapa |                     |                        |            |
| Corredor | Corredor            | Equip                  | Temps      |
| 1r | Alexander Kristoff  | Uno-X Mobility         | 3h 43' 32" |
| 2n | Milan Fretin        | Cofidis                | + 0"       |
| 3r | Tom Van Asbroeck    | Israel-Premier Tech    | + 0"       |
| 4t | Émilien Jeannière   | TotalEnergies          | + 0"       |
| 5è | Jenthe Biermans     | Arkéa-B&B Hotels       | + 0"       |
| 6è | Max Kanter          | Astana Qazaqstan Team  | + 0"       |
| 7è | Magnus Cort Nielsen | Uno-X Mobility         | + 0"       |
| 8è | Fabio Christen      | Q36.5 Pro Cycling Team | + 0"       |
| 9è | Gilles De Wilde     | Team Flanders-Baloise  | + 0"       |
| 10è | Matyáš Kopecký      | Team Novo Nordisk      | + 0"       |

| \| Classificació general \| Classificació general \| Classificació general \| Classificació general \| Classificació general \| \| Corredor \| Corredor \| Equip \| Temps \| \| \| --------------------- \| --------------------- \| ------------------------- \| --------------------- \| --------------------- \| \| 1r \| Alexander Kristoff \| Uno-X Mobility \| 3h 43' 22" \| \| \| 2n \| Milan Fretin \| Cofidis \| + 4" \| \| \| 3r \| Pascal Eenkhoorn \| Lotto Dstny \| + 4" \| \| \| 4t \| Tom Van Asbroeck \| Israel-Premier Tech \| + 6" \| \| \| 5è \| Mikel Retegi \| Equipo Kern Pharma \| + 6" \| \| \| 6è \| Magnus Cort Nielsen \| Uno-X Mobility \| + 7" \| \| \| 7è \| Mauro Schmid \| Team Jayco AlUla \| + 8" \| \| \| 8è \| Kevin Vermaerke \| Team dsm-firmenich PostNL \| + 9" \| \| \| 9è \| Émilien Jeannière \| TotalEnergies \| + 10" \| \| \| 10è \| Jenthe Biermans \| Arkéa-B&B Hotels \| + 10" \| \| |                     |                           |            |
| |                     |                           |            |
| Font: ProCyclingStats |                     |                           |            |
| Classificació general |                     |                           |            |
| Corredor | Corredor            | Equip                     | Temps      |
| 1r | Alexander Kristoff  | Uno-X Mobility            | 3h 43' 22" |
| 2n | Milan Fretin        | Cofidis                   | + 4"       |
| 3r | Pascal Eenkhoorn    | Lotto Dstny               | + 4"       |
| 4t | Tom Van Asbroeck    | Israel-Premier Tech       | + 6"       |
| 5è | Mikel Retegi        | Equipo Kern Pharma        | + 6"       |
| 6è | Magnus Cort Nielsen | Uno-X Mobility            | + 7"       |
| 7è | Mauro Schmid        | Team Jayco AlUla          | + 8"       |
| 8è | Kevin Vermaerke     | Team dsm-firmenich PostNL | + 9"       |
| 9è | Émilien Jeannière   | TotalEnergies             | + 10"      |
| 10è | Jenthe Biermans     | Arkéa-B&B Hotels          | + 10"      |

### Etapa 2
| \| Classificació de l'etapa \| Classificació de l'etapa \| Classificació de l'etapa \| Classificació de l'etapa \| Classificació de l'etapa \| \| Corredor \| Corredor \| Equip \| Temps \| \| \| ------------------------ \| -------------------------- \| ------------------------ \| ------------------------ \| ------------------------ \| \| 1r \| Alexander Kristoff \| Uno-X Mobility \| 4h 05' 38" \| \| \| 2n \| Tom Van Asbroeck \| Israel-Premier Tech \| + 0" \| \| \| 3r \| Magnus Cort Nielsen \| Uno-X Mobility \| + 0" \| \| \| 4t \| Émilien Jeannière \| TotalEnergies \| + 0" \| \| \| 5è \| Max Kanter \| Astana Qazaqstan Team \| + 0" \| \| \| 6è \| Lionel Taminiaux \| Lotto Dstny \| + 0" \| \| \| 7è \| Fabio Christen \| Q36.5 Pro Cycling Team \| + 0" \| \| \| 8è \| Louis Blouwe \| Bingoal WB \| + 0" \| \| \| 9è \| Davide De Pretto \| Team Jayco AlUla \| + 0" \| \| \| 10è \| Francisco Galván Fernández \| Equipo Kern Pharma \| + 0" \| \| |                            |                        |            |
| |                            |                        |            |
| Font: ProCyclingStats |                            |                        |            |
| Classificació de l'etapa |                            |                        |            |
| Corredor | Corredor                   | Equip                  | Temps      |
| 1r | Alexander Kristoff         | Uno-X Mobility         | 4h 05' 38" |
| 2n | Tom Van Asbroeck           | Israel-Premier Tech    | + 0"       |
| 3r | Magnus Cort Nielsen        | Uno-X Mobility         | + 0"       |
| 4t | Émilien Jeannière          | TotalEnergies          | + 0"       |
| 5è | Max Kanter                 | Astana Qazaqstan Team  | + 0"       |
| 6è | Lionel Taminiaux           | Lotto Dstny            | + 0"       |
| 7è | Fabio Christen             | Q36.5 Pro Cycling Team | + 0"       |
| 8è | Louis Blouwe               | Bingoal WB             | + 0"       |
| 9è | Davide De Pretto           | Team Jayco AlUla       | + 0"       |
| 10è | Francisco Galván Fernández | Equipo Kern Pharma     | + 0"       |

| \| Classificació general \| Classificació general \| Classificació general \| Classificació general \| Classificació general \| \| Corredor \| Corredor \| Equip \| Temps \| \| \| --------------------- \| --------------------- \| ------------------------- \| --------------------- \| --------------------- \| \| 1r \| Alexander Kristoff \| Uno-X Mobility \| 7h 48' 50" \| \| \| 2n \| Tom Van Asbroeck \| Israel-Premier Tech \| + 10" \| \| \| 3r \| Magnus Cort Nielsen \| Uno-X Mobility \| + 13" \| \| \| 4t \| Pascal Eenkhoorn \| Lotto Dstny \| + 14" \| \| \| 5è \| Mauro Schmid \| Team Jayco AlUla \| + 15" \| \| \| 6è \| Mikel Retegi \| Equipo Kern Pharma \| + 16" \| \| \| 7è \| Kevin Vermaerke \| Team dsm-firmenich PostNL \| + 18" \| \| \| 8è \| Mathieu Burgaudeau \| TotalEnergies \| + 18" \| \| \| 9è \| Émilien Jeannière \| TotalEnergies \| + 20" \| \| \| 10è \| Max Kanter \| Astana Qazaqstan Team \| + 20" \| \| |                     |                           |            |
| |                     |                           |            |
| Font: ProCyclingStats |                     |                           |            |
| Classificació general |                     |                           |            |
| Corredor | Corredor            | Equip                     | Temps      |
| 1r | Alexander Kristoff  | Uno-X Mobility            | 7h 48' 50" |
| 2n | Tom Van Asbroeck    | Israel-Premier Tech       | + 10"      |
| 3r | Magnus Cort Nielsen | Uno-X Mobility            | + 13"      |
| 4t | Pascal Eenkhoorn    | Lotto Dstny               | + 14"      |
| 5è | Mauro Schmid        | Team Jayco AlUla          | + 15"      |
| 6è | Mikel Retegi        | Equipo Kern Pharma        | + 16"      |
| 7è | Kevin Vermaerke     | Team dsm-firmenich PostNL | + 18"      |
| 8è | Mathieu Burgaudeau  | TotalEnergies             | + 18"      |
| 9è | Émilien Jeannière   | TotalEnergies             | + 20"      |
| 10è | Max Kanter          | Astana Qazaqstan Team     | + 20"      |

### Etapa 3
| \| Classificació de l'etapa \| Classificació de l'etapa \| Classificació de l'etapa \| Classificació de l'etapa \| Classificació de l'etapa \| \| Corredor \| Corredor \| Equip \| Temps \| \| \| ------------------------ \| ------------------------ \| ------------------------- \| ------------------------ \| ------------------------ \| \| 1r \| Kamiel Bonneu \| Team Flanders-Baloise \| 3h 51' 55" \| \| \| 2n \| Magnus Cort Nielsen \| Uno-X Mobility \| + 2" \| \| \| 3r \| Kevin Vermaerke \| Team dsm-firmenich PostNL \| + 2" \| \| \| 4t \| Joseph Blackmore \| Israel-Premier Tech \| + 2" \| \| \| 5è \| Clément Champoussin \| Arkéa-B&B Hotels \| + 2" \| \| \| 6è \| Nick Schultz \| Israel-Premier Tech \| + 2" \| \| \| 7è \| Lars Craps \| Team Flanders-Baloise \| + 2" \| \| \| 8è \| Mauro Schmid \| Team Jayco AlUla \| + 2" \| \| \| 9è \| Unai Iribar \| Equipo Kern Pharma \| + 2" \| \| \| 10è \| Fabio Christen \| Q36.5 Pro Cycling Team \| + 2" \| \| |                     |                           |            |
| |                     |                           |            |
| Font: ProCyclingStats |                     |                           |            |
| Classificació de l'etapa |                     |                           |            |
| Corredor | Corredor            | Equip                     | Temps      |
| 1r | Kamiel Bonneu       | Team Flanders-Baloise     | 3h 51' 55" |
| 2n | Magnus Cort Nielsen | Uno-X Mobility            | + 2"       |
| 3r | Kevin Vermaerke     | Team dsm-firmenich PostNL | + 2"       |
| 4t | Joseph Blackmore    | Israel-Premier Tech       | + 2"       |
| 5è | Clément Champoussin | Arkéa-B&B Hotels          | + 2"       |
| 6è | Nick Schultz        | Israel-Premier Tech       | + 2"       |
| 7è | Lars Craps          | Team Flanders-Baloise     | + 2"       |
| 8è | Mauro Schmid        | Team Jayco AlUla          | + 2"       |
| 9è | Unai Iribar         | Equipo Kern Pharma        | + 2"       |
| 10è | Fabio Christen      | Q36.5 Pro Cycling Team    | + 2"       |

| \| Classificació general \| Classificació general \| Classificació general \| Classificació general \| Classificació general \| \| Corredor \| Corredor \| Equip \| Temps \| \| \| --------------------- \| --------------------- \| ------------------------- \| --------------------- \| --------------------- \| \| 1r \| Magnus Cort Nielsen \| Uno-X Mobility \| 11h 40' 54" \| \| \| 2n \| Kamiel Bonneu \| Team Flanders-Baloise \| + 1" \| \| \| 3r \| Kevin Vermaerke \| Team dsm-firmenich PostNL \| + 7" \| \| \| 4t \| Mauro Schmid \| Team Jayco AlUla \| + 8" \| \| \| 5è \| Fabio Christen \| Q36.5 Pro Cycling Team \| + 13" \| \| \| 6è \| Lander Loockx \| TDT-Unibet \| + 13" \| \| \| 7è \| Clément Champoussin \| Arkéa-B&B Hotels \| + 13" \| \| \| 8è \| Joseph Blackmore \| Israel-Premier Tech \| + 13" \| \| \| 9è \| Floris De Tier \| Bingoal WB \| + 13" \| \| \| 10è \| Lars Craps \| Team Flanders-Baloise \| + 13" \| \| |                     |                           |             |
| |                     |                           |             |
| Font: ProCyclingStats |                     |                           |             |
| Classificació general |                     |                           |             |
| Corredor | Corredor            | Equip                     | Temps       |
| 1r | Magnus Cort Nielsen | Uno-X Mobility            | 11h 40' 54" |
| 2n | Kamiel Bonneu       | Team Flanders-Baloise     | + 1"        |
| 3r | Kevin Vermaerke     | Team dsm-firmenich PostNL | + 7"        |
| 4t | Mauro Schmid        | Team Jayco AlUla          | + 8"        |
| 5è | Fabio Christen      | Q36.5 Pro Cycling Team    | + 13"       |
| 6è | Lander Loockx       | TDT-Unibet                | + 13"       |
| 7è | Clément Champoussin | Arkéa-B&B Hotels          | + 13"       |
| 8è | Joseph Blackmore    | Israel-Premier Tech       | + 13"       |
| 9è | Floris De Tier      | Bingoal WB                | + 13"       |
| 10è | Lars Craps          | Team Flanders-Baloise     | + 13"       |

### Etapa 4
| \| Classificació de l'etapa \| Classificació de l'etapa \| Classificació de l'etapa \| Classificació de l'etapa \| Classificació de l'etapa \| \| Corredor \| Corredor \| Equip \| Temps \| \| \| ------------------------ \| ------------------------ \| ------------------------- \| ------------------------ \| ------------------------ \| \| 1r \| Magnus Cort Nielsen \| Uno-X Mobility \| 3h 19' 01" \| \| \| 2n \| Clément Champoussin \| Arkéa-B&B Hotels \| + 0" \| \| \| 3r \| Fabio Christen \| Q36.5 Pro Cycling Team \| + 2" \| \| \| 4t \| Jenno Berckmoes \| Lotto Dstny \| + 2" \| \| \| 5è \| Mauro Schmid \| Team Jayco AlUla \| + 2" \| \| \| 6è \| Kevin Vermaerke \| Team dsm-firmenich PostNL \| + 2" \| \| \| 7è \| Mathieu Burgaudeau \| TotalEnergies \| + 8" \| \| \| 8è \| Gianluca Brambilla \| Q36.5 Pro Cycling Team \| + 8" \| \| \| 9è \| Floris De Tier \| Bingoal WB \| + 8" \| \| \| 10è \| Cristian Scaroni \| Astana Qazaqstan Team \| + 8" \| \| |                     |                           |            |
| |                     |                           |            |
| Font: ProCyclingStats |                     |                           |            |
| Classificació de l'etapa |                     |                           |            |
| Corredor | Corredor            | Equip                     | Temps      |
| 1r | Magnus Cort Nielsen | Uno-X Mobility            | 3h 19' 01" |
| 2n | Clément Champoussin | Arkéa-B&B Hotels          | + 0"       |
| 3r | Fabio Christen      | Q36.5 Pro Cycling Team    | + 2"       |
| 4t | Jenno Berckmoes     | Lotto Dstny               | + 2"       |
| 5è | Mauro Schmid        | Team Jayco AlUla          | + 2"       |
| 6è | Kevin Vermaerke     | Team dsm-firmenich PostNL | + 2"       |
| 7è | Mathieu Burgaudeau  | TotalEnergies             | + 8"       |
| 8è | Gianluca Brambilla  | Q36.5 Pro Cycling Team    | + 8"       |
| 9è | Floris De Tier      | Bingoal WB                | + 8"       |
| 10è | Cristian Scaroni    | Astana Qazaqstan Team     | + 8"       |

## Classificacions finals

### Classificació general
| \| Classificació general \| Classificació general \| Classificació general \| Classificació general \| Classificació general \| \| Corredor \| Corredor \| Equip \| Temps \| \| \| --------------------- \| --------------------- \| ------------------------- \| --------------------- \| --------------------- \| \| 1r \| Magnus Cort Nielsen \| Uno-X Mobility \| 14h 59' 45" \| \| \| 2n \| Clément Champoussin \| Arkéa-B&B Hotels \| + 17" \| \| \| 3r \| Kevin Vermaerke \| Team dsm-firmenich PostNL \| + 19" \| \| \| 4t \| Mauro Schmid \| Team Jayco AlUla \| + 20" \| \| \| 5è \| Fabio Christen \| Q36.5 Pro Cycling Team \| + 21" \| \| \| 6è \| Kamiel Bonneu \| Team Flanders-Baloise \| + 22" \| \| \| 7è \| Jenno Berckmoes \| Lotto Dstny \| + 30" \| \| \| 8è \| Lander Loockx \| TDT-Unibet \| + 31" \| \| \| 9è \| Floris De Tier \| Bingoal WB \| + 31" \| \| \| 10è \| Joseph Blackmore \| Israel-Premier Tech \| + 34" \| \| |                     |                           |             |
| |                     |                           |             |
| Font: ProCyclingStats |                     |                           |             |
| Classificació general |                     |                           |             |
| Corredor | Corredor            | Equip                     | Temps       |
| 1r | Magnus Cort Nielsen | Uno-X Mobility            | 14h 59' 45" |
| 2n | Clément Champoussin | Arkéa-B&B Hotels          | + 17"       |
| 3r | Kevin Vermaerke     | Team dsm-firmenich PostNL | + 19"       |
| 4t | Mauro Schmid        | Team Jayco AlUla          | + 20"       |
| 5è | Fabio Christen      | Q36.5 Pro Cycling Team    | + 21"       |
| 6è | Kamiel Bonneu       | Team Flanders-Baloise     | + 22"       |
| 7è | Jenno Berckmoes     | Lotto Dstny               | + 30"       |
| 8è | Lander Loockx       | TDT-Unibet                | + 31"       |
| 9è | Floris De Tier      | Bingoal WB                | + 31"       |
| 10è | Joseph Blackmore    | Israel-Premier Tech       | + 34"       |

| Classificació per punts | Classificació per punts | Classificació per punts   | Classificació per punts | Classificació per punts |
| Corredor                | Corredor                | Equip                     | Punts                   |                         |
| ----------------------- | ----------------------- | ------------------------- | ----------------------- | ----------------------- |
| 1r                      | Magnus Cort Nielsen     | Uno-X Mobility            | 43 pts                  |                         |
| 2n                      | Alexander Kristoff      | Uno-X Mobility            | 30 pts                  |                         |
| 3r                      | Tom Van Asbroeck        | Israel-Premier Tech       | 21 pts                  |                         |
| 4t                      | Clément Champoussin     | Arkéa-B&B Hotels          | 18 pts                  |                         |
| 5è                      | Fabio Christen          | Q36.5 Pro Cycling Team    | 17 pts                  |                         |
| 6è                      | Kevin Vermaerke         | Team dsm-firmenich PostNL | 16 pts                  |                         |
| 7è                      | Kamiel Bonneu           | Team Flanders-Baloise     | 15 pts                  |                         |
| 8è                      | Mauro Schmid            | Team Jayco AlUla          | 14 pts                  |                         |
| 9è                      | Émilien Jeannière       | TotalEnergies             | 14 pts                  |                         |
| 10è                     | Max Kanter              | Astana Qazaqstan Team     | 11 pts                  |                         |

| Classificació per punts | Classificació per punts | Classificació per punts   | Classificació per punts | Classificació per punts |
| Corredor                | Corredor                | Equip                     | Punts                   |                         |
| ----------------------- | ----------------------- | ------------------------- | ----------------------- | ----------------------- |
| 1r                      | Magnus Cort Nielsen     | Uno-X Mobility            | 43 pts                  |                         |
| 2n                      | Alexander Kristoff      | Uno-X Mobility            | 30 pts                  |                         |
| 3r                      | Tom Van Asbroeck        | Israel-Premier Tech       | 21 pts                  |                         |
| 4t                      | Clément Champoussin     | Arkéa-B&B Hotels          | 18 pts                  |                         |
| 5è                      | Fabio Christen          | Q36.5 Pro Cycling Team    | 17 pts                  |                         |
| 6è                      | Kevin Vermaerke         | Team dsm-firmenich PostNL | 16 pts                  |                         |
| 7è                      | Kamiel Bonneu           | Team Flanders-Baloise     | 15 pts                  |                         |
| 8è                      | Mauro Schmid            | Team Jayco AlUla          | 14 pts                  |                         |
| 9è                      | Émilien Jeannière       | TotalEnergies             | 14 pts                  |                         |
| 10è                     | Max Kanter              | Astana Qazaqstan Team     | 11 pts                  |                         |

| Classificació de la muntanya | Classificació de la muntanya | Classificació de la muntanya | Classificació de la muntanya | Classificació de la muntanya |
| Corredor                     | Corredor                     | Equip                        | Punts                        |                              |
| ---------------------------- | ---------------------------- | ---------------------------- | ---------------------------- | ---------------------------- |
| 1r                           | Jelle Johannink              | TDT-Unibet                   | 40 pts                       |                              |
| 2n                           | Magnus Cort Nielsen          | Uno-X Mobility               | 20 pts                       |                              |
| 3r                           | Kamiel Bonneu                | Team Flanders-Baloise        | 16 pts                       |                              |
| 4t                           | Simon Pellaud                | Tudor Pro Cycling Team       | 13 pts                       |                              |
| 5è                           | Logan Currie                 | Lotto Dstny                  | 9 pts                        |                              |
| 6è                           | Kalle Kvam                   | Team Coop-Repsol             | 7 pts                        |                              |
| 7è                           | Clément Champoussin          | Arkéa-B&B Hotels             | 6 pts                        |                              |
| 8è                           | Kevin Vermaerke              | Team dsm-firmenich PostNL    | 6 pts                        |                              |
| 9è                           | Alessandro Perracchione      | Team Novo Nordisk            | 5 pts                        |                              |
| 10è                          | Gilles De Wilde              | Team Flanders-Baloise        | 5 pts                        |                              |

| Classificació de la muntanya | Classificació de la muntanya | Classificació de la muntanya | Classificació de la muntanya | Classificació de la muntanya |
| Corredor                     | Corredor                     | Equip                        | Punts                        |                              |
| ---------------------------- | ---------------------------- | ---------------------------- | ---------------------------- | ---------------------------- |
| 1r                           | Jelle Johannink              | TDT-Unibet                   | 40 pts                       |                              |
| 2n                           | Magnus Cort Nielsen          | Uno-X Mobility               | 20 pts                       |                              |
| 3r                           | Kamiel Bonneu                | Team Flanders-Baloise        | 16 pts                       |                              |
| 4t                           | Simon Pellaud                | Tudor Pro Cycling Team       | 13 pts                       |                              |
| 5è                           | Logan Currie                 | Lotto Dstny                  | 9 pts                        |                              |
| 6è                           | Kalle Kvam                   | Team Coop-Repsol             | 7 pts                        |                              |
| 7è                           | Clément Champoussin          | Arkéa-B&B Hotels             | 6 pts                        |                              |
| 8è                           | Kevin Vermaerke              | Team dsm-firmenich PostNL    | 6 pts                        |                              |
| 9è                           | Alessandro Perracchione      | Team Novo Nordisk            | 5 pts                        |                              |
| 10è                          | Gilles De Wilde              | Team Flanders-Baloise        | 5 pts                        |                              |

| Classificació del millor jove | Classificació del millor jove | Classificació del millor jove | Classificació del millor jove | Classificació del millor jove |
| Corredor                      | Corredor                      | Equip                         | Temps                         |                               |
| ----------------------------- | ----------------------------- | ----------------------------- | ----------------------------- | ----------------------------- |
| 1r                            | Kevin Vermaerke               | Team dsm-firmenich PostNL     | 15h 00' 04"                   |                               |
| 2n                            | Mauro Schmid                  | Team Jayco AlUla              | + 1"                          |                               |
| 3r                            | Fabio Christen                | Q36.5 Pro Cycling Team        | + 2"                          |                               |
| 4t                            | Kamiel Bonneu                 | Team Flanders-Baloise         | + 3"                          |                               |
| 5è                            | Jenno Berckmoes               | Lotto Dstny                   | + 11"                         |                               |
| 6è                            | Joseph Blackmore              | Israel-Premier Tech           | + 15"                         |                               |
| 7è                            | Lars Craps                    | Team Flanders-Baloise         | + 20"                         |                               |
| 8è                            | Anders Foldager               | Team Jayco AlUla              | + 23"                         |                               |
| 9è                            | Harrison Wood                 | Cofidis                       | + 26"                         |                               |
| 10è                           | Mikel Retegi                  | Equipo Kern Pharma            | + 47"                         |                               |

| Classificació del millor jove | Classificació del millor jove | Classificació del millor jove | Classificació del millor jove | Classificació del millor jove |
| Corredor                      | Corredor                      | Equip                         | Temps                         |                               |
| ----------------------------- | ----------------------------- | ----------------------------- | ----------------------------- | ----------------------------- |
| 1r                            | Kevin Vermaerke               | Team dsm-firmenich PostNL     | 15h 00' 04"                   |                               |
| 2n                            | Mauro Schmid                  | Team Jayco AlUla              | + 1"                          |                               |
| 3r                            | Fabio Christen                | Q36.5 Pro Cycling Team        | + 2"                          |                               |
| 4t                            | Kamiel Bonneu                 | Team Flanders-Baloise         | + 3"                          |                               |
| 5è                            | Jenno Berckmoes               | Lotto Dstny                   | + 11"                         |                               |
| 6è                            | Joseph Blackmore              | Israel-Premier Tech           | + 15"                         |                               |
| 7è                            | Lars Craps                    | Team Flanders-Baloise         | + 20"                         |                               |
| 8è                            | Anders Foldager               | Team Jayco AlUla              | + 23"                         |                               |
| 9è                            | Harrison Wood                 | Cofidis                       | + 26"                         |                               |
| 10è                           | Mikel Retegi                  | Equipo Kern Pharma            | + 47"                         |                               |

| Classificació per equips | Classificació per equips      | Classificació per equips | Classificació per equips |
| Equip                    | Equip                         | Temps                    |                          |
| ------------------------ | ----------------------------- | ------------------------ | ------------------------ |
| 1r                       | Team Jayco AlUla              | 45h 01' 17"              |                          |
| 2n                       | Cofidis                       | + 19"                    |                          |
| 3r                       | Israel-Premier Tech           | + 57"                    |                          |
| 4t                       | Q36.5 Pro Cycling Team        | + 1' 34"                 |                          |
| 5è                       | Lotto Dstny                   | + 1' 57"                 |                          |
| 6è                       | Uno-X Mobility                | + 2' 28"                 |                          |
| 7è                       | Tudor Pro Cycling Team        | + 2' 43"                 |                          |
| 8è                       | Arkéa-B&B Hotels              | + 2' 44"                 |                          |
| 9è                       | Equipo Kern Pharma            | + 2' 59"                 |                          |
| 10è                      | VF Group-Bardiani CSF-Faizané | + 3' 09"                 |                          |

| Classificació per equips | Classificació per equips      | Classificació per equips | Classificació per equips |
| Equip                    | Equip                         | Temps                    |                          |
| ------------------------ | ----------------------------- | ------------------------ | ------------------------ |
| 1r                       | Team Jayco AlUla              | 45h 01' 17"              |                          |
| 2n                       | Cofidis                       | + 19"                    |                          |
| 3r                       | Israel-Premier Tech           | + 57"                    |                          |
| 4t                       | Q36.5 Pro Cycling Team        | + 1' 34"                 |                          |
| 5è                       | Lotto Dstny                   | + 1' 57"                 |                          |
| 6è                       | Uno-X Mobility                | + 2' 28"                 |                          |
| 7è                       | Tudor Pro Cycling Team        | + 2' 43"                 |                          |
| 8è                       | Arkéa-B&B Hotels              | + 2' 44"                 |                          |
| 9è                       | Equipo Kern Pharma            | + 2' 59"                 |                          |
| 10è                      | VF Group-Bardiani CSF-Faizané | + 3' 09"                 |                          |

## Evolució de les classificacions
| Etapa              | Vencedor           | Classificació general | Classificació per punts | Classificació de la muntanya | Classificació dels joves | Classificació per equips |
| ------------------ | ------------------ | --------------------- | ----------------------- | ---------------------------- | ------------------------ | ------------------------ |
| 1                  | Alexander Kristoff | Alexander Kristoff    | Alexander Kristoff      | Jelle Johannink              | Milan Fretin             | Uno-X Mobility           |
| 2                  | Alexander Kristoff | Alexander Kristoff    | Alexander Kristoff      | Jelle Johannink              | Mauro Schmid             | Uno-X Mobility           |
| 3                  | Kamiel Bonneu      | Magnus Cort           | Alexander Kristoff      | Jelle Johannink              | Kamiel Bonneu            | Israel-Premier Tech      |
| 4                  | Magnus Cort        | Magnus Cort           | Magnus Cort             | Jelle Johannink              | Kevin Vermaerke          | Team Jayco AlUla         |
| Classements finals | Classements finals | Magnus Cort           | Magnus Cort             | Jelle Johannink              | Kevin Vermaerke          | Team Jayco AlUla         |